# Farmer Boy
Farmer Boy war der Markenname eines von 1915 bis 1920 gebauten US-amerikanischen Traktors.
Der Schlepper wurde 1915 von der McIntyre Manufacturing Company in Columbus (Ohio) auf den Markt gebracht (kein Bezug zur W. H. McIntyre Company, 1909–1915 Hersteller von High Wheel-Automobilen in Auburn (Indiana)) und bis 1918 von ihr produziert. Nachdem das Unternehmen in Insolvenz geraten war, wurde es im gleichen Jahr als Columbus Machine Company reorganisiert. Zum gleichnamigen, 1911 ebenfalls in Columbus erloschenen Motoren- und Traktorenbauer mit dem Markennamen Columbus besteht keine bekannte Verbindung.
Von den unter McIntyre Manufacturing gebauten Treckern ist bekannt, dass sie als Farmer Boy 10-20 und Farmer Boy 18-30 erhältlich waren. Die Ziffern beziehen sich üblicherweise auf die Leistung in bhp ab Zugbalken („draw bar“) resp. Zapfwelle („PTO“, auch „belt“ genannt für den Antriebsriemen der Welle). Columbus Machine verwendete einen Vierzylindermotor von Waukesha mit einer Bohrung von 3,75 Zoll und einem Hub von 5,25 Zoll. Daraus ergibt sich ein errechneter Hubraum von 231,9 c.i. resp. 3801 cm³.